# John Stevens (polityk)
John Christopher Courtenay Stevens (ur. 23 maja 1955 w Waszyngtonie) – brytyjski polityk i prawnik, poseł do Parlamentu Europejskiego III i IV kadencji.

## Życiorys
Z wykształcenia prawnik, kształcił się w Winchester College, następnie w Magdalen College w ramach Uniwersytetu Oksfordzkiego. Pracował głównie w branży bankowej, był zawodowo związany z Morgan, Grenfell & Co., gdzie pełnił kierownicze funkcje. Zajmował się także działalnością doradczą.
Był działaczem Partii Konserwatywnej. W 1989 i w 1994 z jej ramienia uzyskiwał mandat eurodeputowanego. Opuścił ugrupowanie torysów, współtworząc później dążącą do pełnej integracji europejskiej formację pod nazwą Pro-Euro Conservative Party, z którą nie uzyskał reelekcji w 1999.
Po odejściu z PE związany m.in. z Global Policy Institute, był także współzałożycielem i partnerem w spółce zarządzającej funduszami. Działał przez jakiś czas w Liberalnych Demokratach, w wyborach w 2010 kandydował do Izby Gmin w okręgu wyborczym spikera Johna Bercowa.